# Tallinna Kaubamaja
Tallinna Kaubamaja (Та́ллинна Ка́убамая), также Та́ллинский Дом торго́вли и Та́ллинский универма́г (эст. Tallinna Kaubamaja) — в советское время крупнейшее предприятие розничной торговли в Таллине, Эстония.
В настоящее время принадлежит концерну NG Investeeringud, материнским предприятием является Tallinna Kaubamaja Grupp.

## В Советской Эстонии
Таллинский Дом торговли открылся 21 июля 1960 года (корпус A) по адресу улица Ломоносова (в настоящее время улица Гонсиори) 2.
В 1973 году была возведена пристройка к зданию (корпус B). Размер торговой площади в 1980 году составил 7132 м2, в том числе торговых залов — 6812 м2. Торговал тканями, одеждой, обувью, вязаными изделиями, текстилем, галантереей, ювелирными изделиями, хозяйственными товарами, бытовой техникой и прочими культурно-бытовыми товарами. Имел 38 торговых секций. Отдел специальных дополнительных услуг оформлял продажу товаров в кредит, занимался доставкой товаров на дом и т. п. В среднем Дом торговли ежедневно посещали 50 тысяч человек.
В 1978 году товарооборот составил 102,6 млн. рублей, численность работников — 1336 человек, в том числе продавцов и кассиров — 722.
Директор с 1965 года — Тойво Рюккенберг (Toivo Rückenberg), заслуженный работник торговли Эстонской ССР.
В 1967 году женский хор Дома торговли получил звание Народного хора Эстонской ССР.

## В Эстонской республике
История Таллинского универмага после выхода Эстонии из состава СССР:

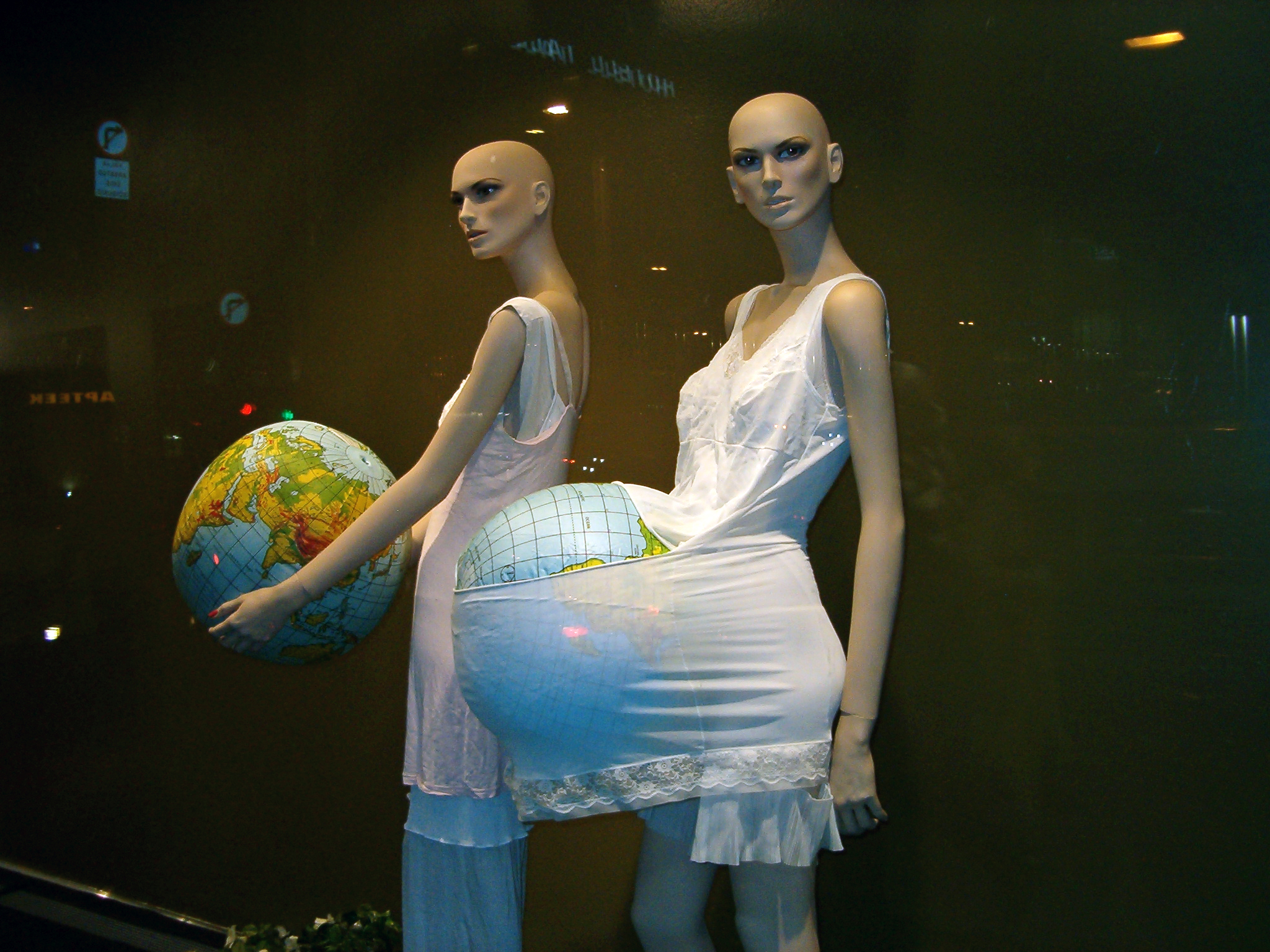
Витрина Таллинского универмага, 2004 г.

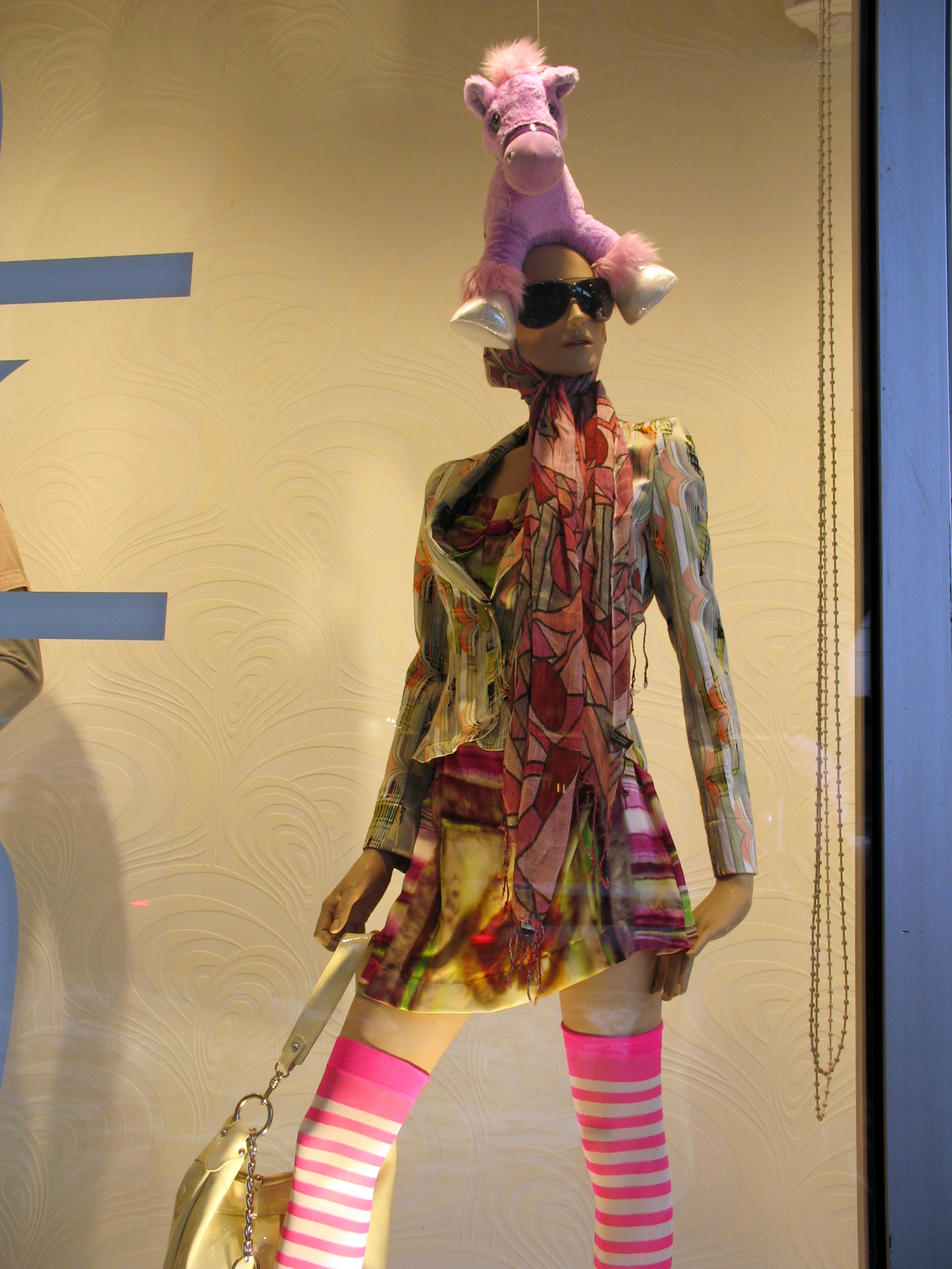
Витрина Таллинского универмага, 2008 г.

- 1991 — образовано Государственное акционерное общество RAS Tallinna Kaubamaja;
- 1994 — RAS Tallinna Kaubamaja преобразовано в акционерное общество Tallinna Kaubamaja AS, бо́льшая часть акций предприятия продана фирме E-Investeeringugrupp;
- 1996 — акции Tallinna Kaubamaja котируются на Таллинской фондовой бирже. Акционерное общество Tallinna Kaubamaja AS приобрело 57 % акций Tartu Kaubamaja AS (Тартуского универмага);
- 1999 — в январе учреждено акционерное общество Tallinna Kaubamaja Kinnisvara AS (вид деятельности: «Сдача в аренду и управление собственной или арендованной недвижимостью»);
- 2002 — на рынок выведена «Партнерская программа» — клиентская карта, посредством которой покупатель Kaubamaja и других предприятий группы получает скидки и персональные льготные предложения и накапливает с каждой покупки покупательский бонус. Карточка Partner заменила существовавшую до этого клиентскую карту Kaubamaja kliendikaart;
- 2004 — 15 апреля открыты новые помещения Tallinna Kaubamaja в торговом центре «Viru Keskus»;
- 2005 — 12 октября в Тарту открыт торговый центр «Tartu Kaubamaja», якорным арендатором которого является Tallinna Kaubamaja;
- 2009 — открыт первый магазин косметики и парфюмерии I«.L.U.» (буквально — «Красота»); открыт новый отдел женской обуви;
- 2012 — открыты новые женский и детский отделы. Основано акционерное общество Kaubamaja AS с юридическим адресом и адресом деятельности ул. Гонсиори 2, Таллин 10143[7], которое управляет Таллинским и Тартуским универмагами;
- 2016 — открыт интернет-магазин;
- 2017 — принято решение о сносе здания Таллинского универмага — многолетнего символа центра города[8]. Проведён архитектурный конкурс на новый комплекс зданий Таллинского универмага, определён победитель — работа под названием "CITY BREAK"[9] группы архитекторов из бюро DAGOpen OÜ и BAKPAK ARCHITECTS S.L.P. (Jaan Kuusemets, Erko Luhaaru, Anne Vingisar, Jose De la Pena Gómez Millan, Jose A Pavón Gonzalez, Myriam Rego Gómez). Озвучена дата окончания строительства — 2025 год[10];
- 2020 — 21 июля Таллинский универмаг отметил своё 60-летие. По этому случаю на экранах в его залах транслировалась ретро-реклама и выступление создававших праздничное настроение диджеев. Трижды была разыграна лотерея: полный возврат суммы покупки текущего дня. Также разыгрывались изделия из юбилейных коллекций Танеля Веэнре (Tanel Veenre) и бренда «Marat»[11].

### Kaubamaja AS

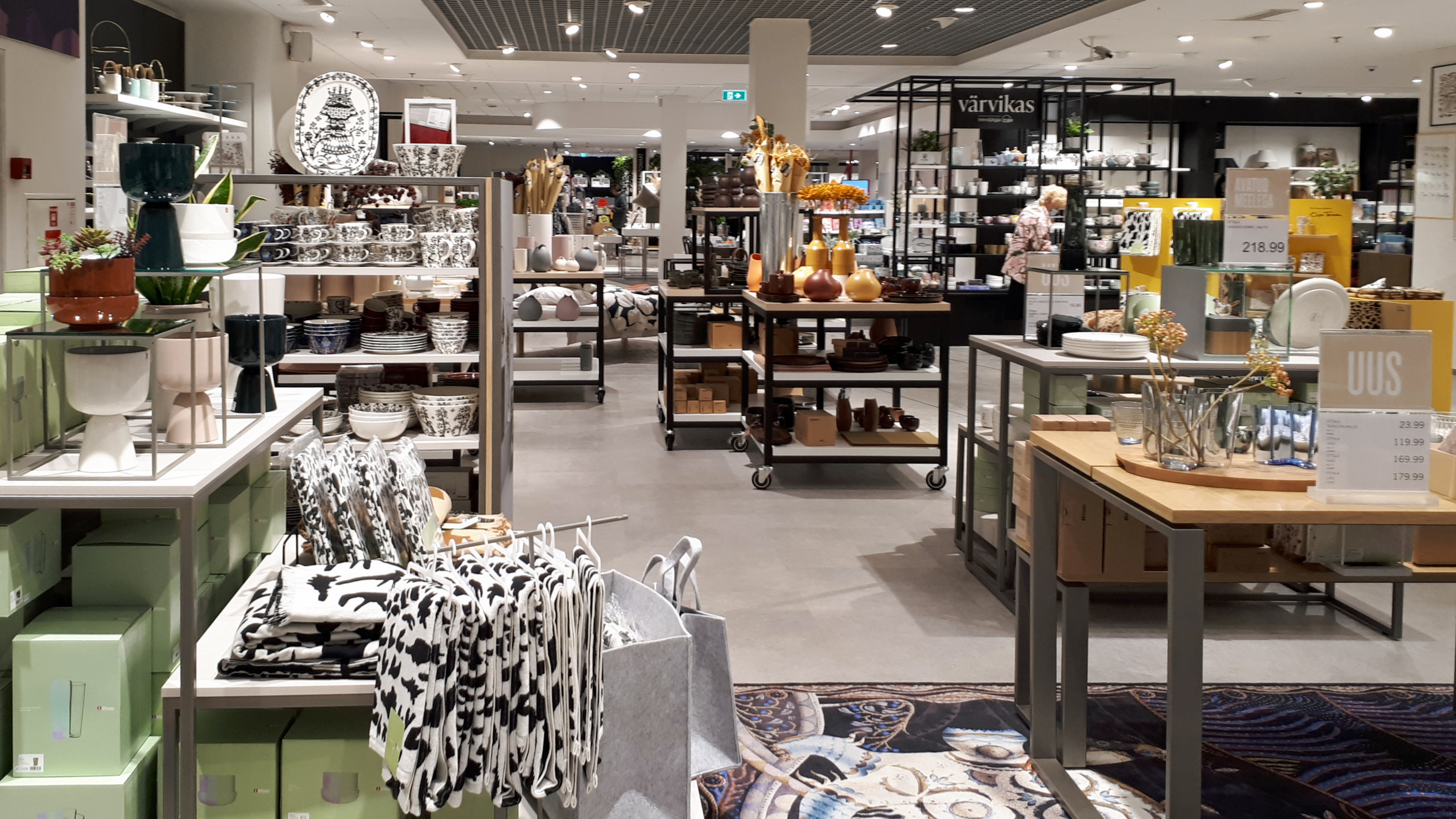
Отдел товаров для дома, 2021 г.

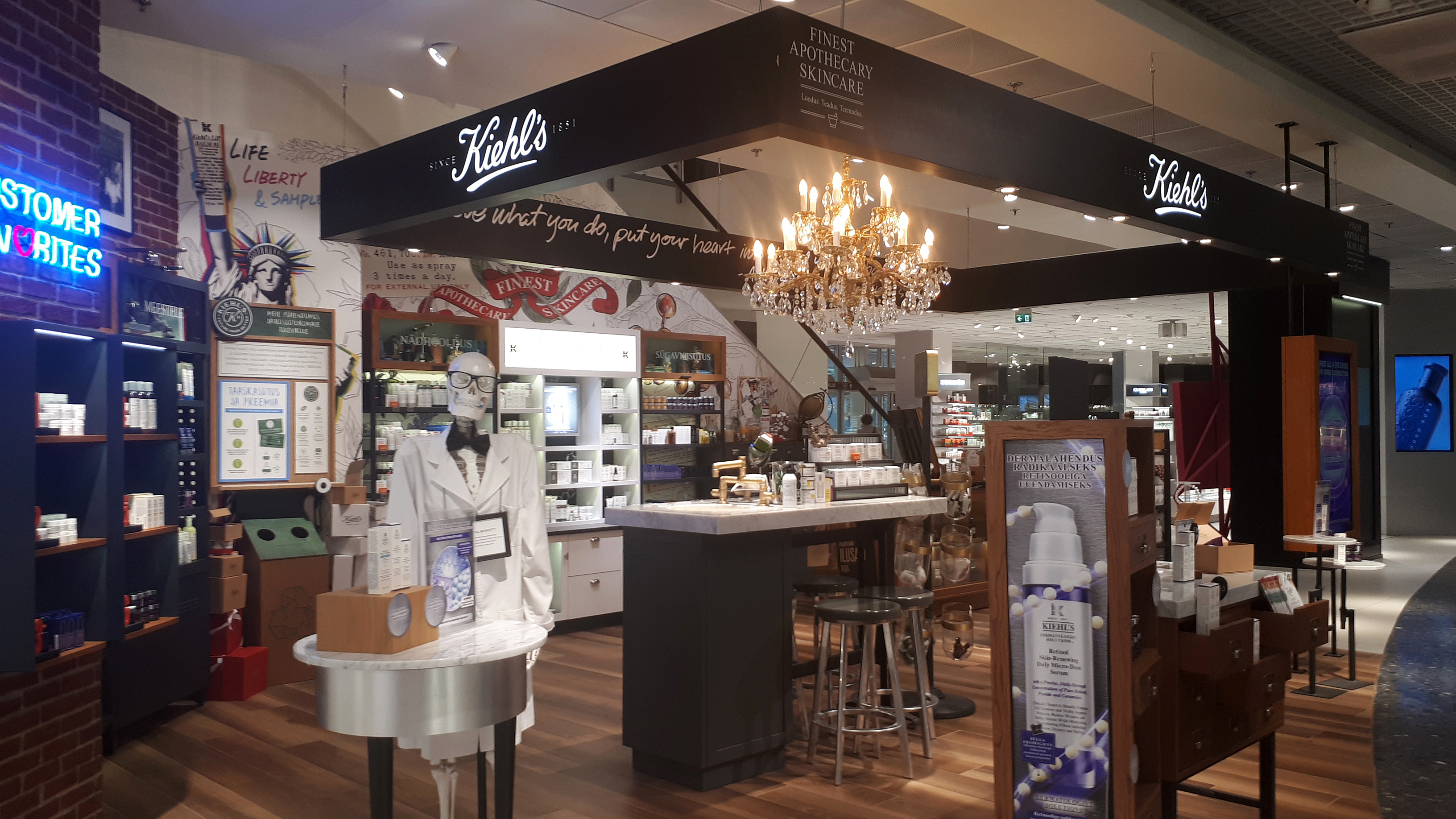
В «Мире красоты», 2022 г.

Таллинским универмагом и Тартуским универмагом управляет акционерное общество Kaubamaja AS, его девиз: «Один и единственный» (эст. Üks ja ainus).
Выбор товаров в обоих универмагах охватывает пять групп: одежда и обувь (женский и мужской отделы), детские товары (одежда и игрушки), товары для дома, отдел косметики и парфюмерии и продуктовый отдел. Kaubamaja торгует товарами 2600 торговых марок, в их числе мировые бренды Betty Barclay, Diesel, DKNY, Gerry Weber, Hugo, Hugo Boss, JOOP!, Liu Jo, Marc Cain, Marc Jacobs, Michael Kors, Red Valentino, s.Oliver, SAND, Strellson, Ted Baker, Tommy Hilfiger, Weekend Max Mara и др. Также развиваются два местных бренда: Pai (домашний текстиль) и Hörk (кухонная техника).
В 2018 году торговый оборот Kaubamaja AS составил 91,6 миллионов евро, средний доход от одного квадратного метра торговой площади — 310 евро в месяц. На предприятии работали 632 человека.
В 2019 году торговый оборот предприятия равнялся 94,035 млн. евро, по сравнению с 2018 годом он вырос на 2,7 %.
К началу 2020 года дата начала строительства нового комплекса Таллинского универмага была неизвестна. Предполагается, что сначала будут снесены B-корпус и офисное здание MSI, построенное в 1974 году, и возведён новый корпус. Затем будет снесён А-корпус, и в то же время возобновится торговля в B-корпусе. Согласно детальной планировке закрытая брутто-площадь застройки составляет 57 000 м2, таким образом площадь Таллинского универмага увеличится в 2,5 раза.
В июне 2020 года Государственный фонд Норвегии (в реестре под именем CitiBank New York Government of Norway) купил 129 990 акций Tallinna Kaubamaja; акции Kaubamaja AS выросли на 8%.
В 2020 году отдел посуды, кухонной техники и товаров для дома прошёл полное обновление дизайна. В его ассортимент были также добавлены новые бренды с мировой известностью.
Универмаг 4 раза в год выпускает свой журнал «Hooaeg», тираж которого составляет 55 тысяч экземпляров.

## Основные показатели

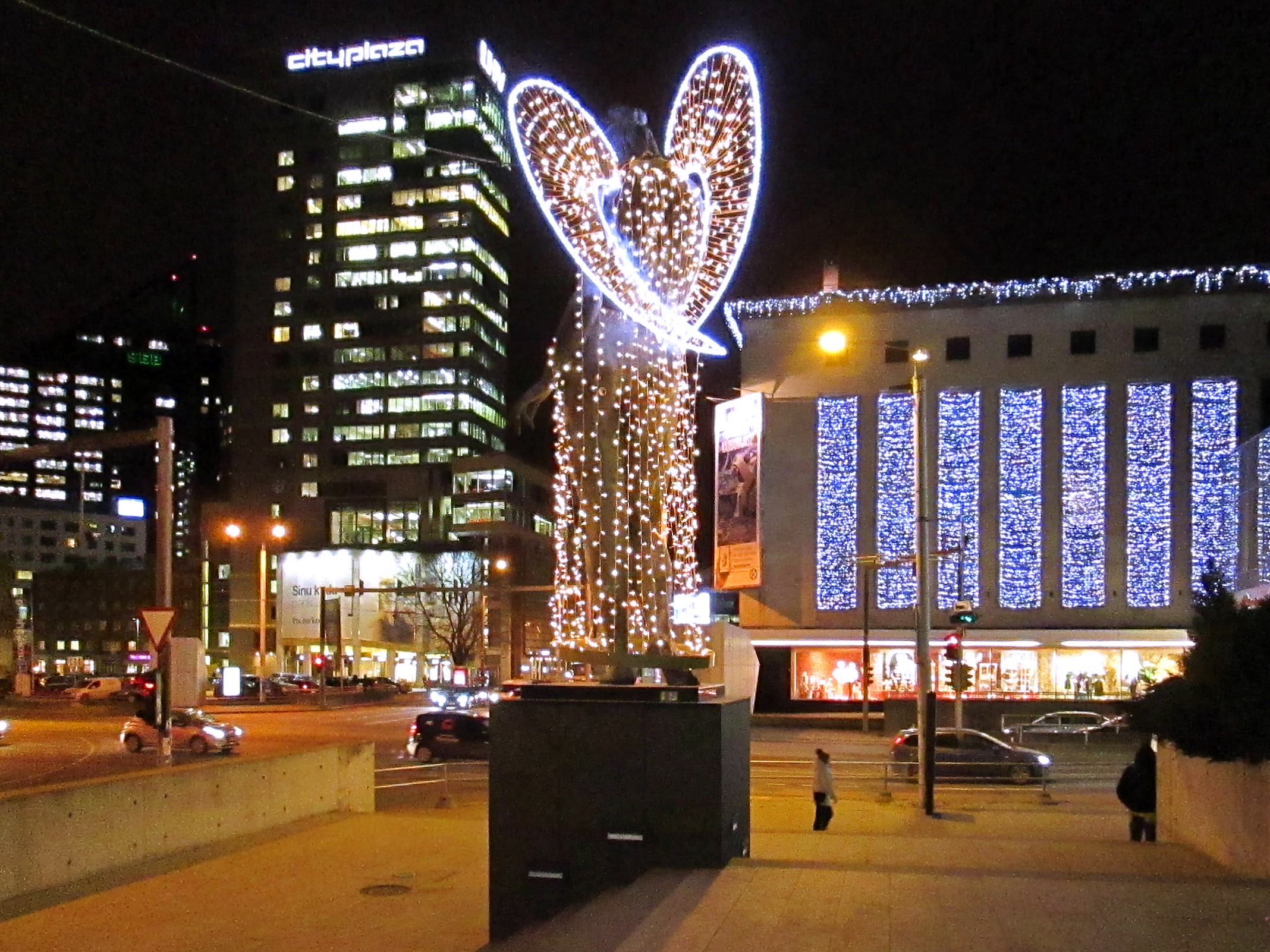
Таллинский универмаг (справа) перед Рождеством, декабрь 2016 года

Численность персонала Kaubamaja AS по состоянию на I квартал каждого года:
| Год  | 2015 | 2016  | 2017  | 2018  | 2019  | 2020  | 2021  | 2022  | 2023  | 2024  |
| ---- | ---- | ----- | ----- | ----- | ----- | ----- | ----- | ----- | ----- | ----- |
| Чел. | 666  | ↘ 652 | ↗ 714 | ↗ 720 | ↗ 761 | ↘ 712 | ↘ 643 | ↗ 648 | ↗ 649 | ↘ 633 |

Средняя брутто-зарплата работника Kaubamaja AS в месяц по состоянию на I квартал каждого года:
| Год  | 2015 | 2016  | 2017  | 2018  | 2019  | 2020   | 2021  | 2022   | 2023   | 2024   |
| ---- | ---- | ----- | ----- | ----- | ----- | ------ | ----- | ------ | ------ | ------ |
| Евро | 840  | ↗ 910 | ↘ 840 | ↗ 910 | ↘ 840 | ↗ 1040 | ↘ 975 | ↗ 1100 | ↗ 1315 | ↘ 1240 |

В 2021 году материнская компания предприятия — Tallinna Kaubamaja Grupp AS — выплатила владельцам акций дивиденды в размере 0,60 евро на одну акцию.

## Галерея

Таллинский универмаг в 2004—2022 годах
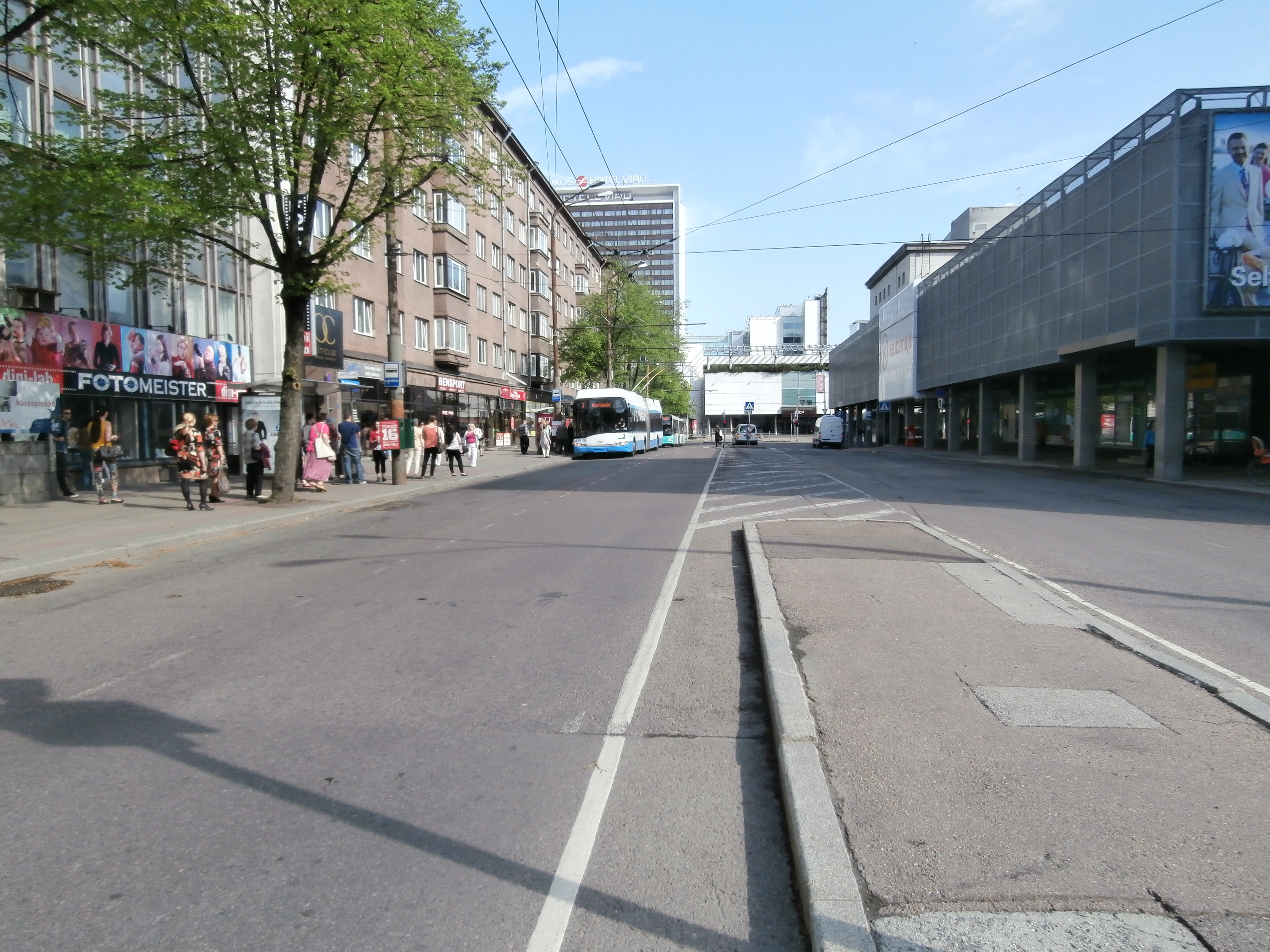
Остановка общественного транспорта возле универмага
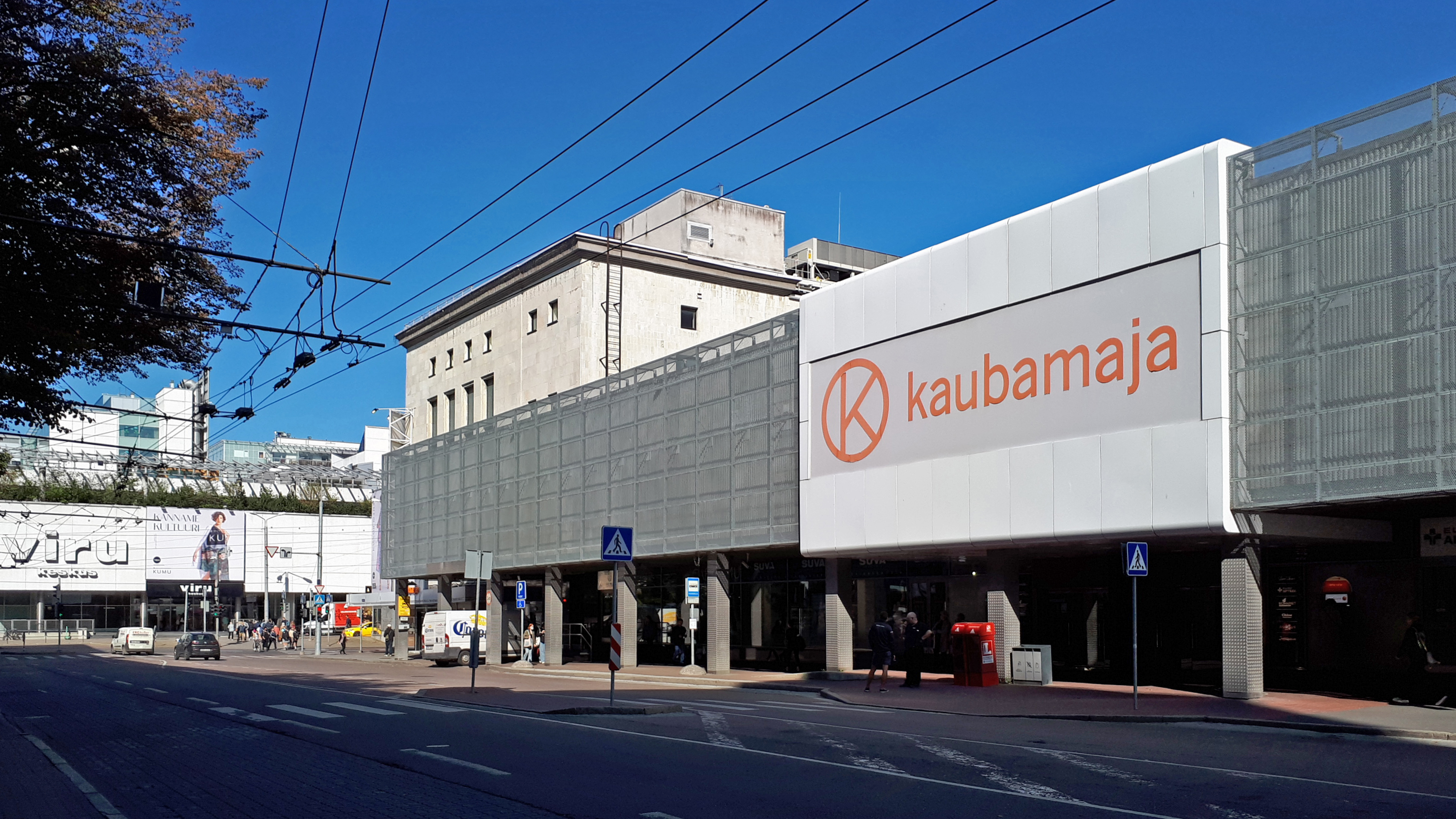
Вход в универмаг c улицы Каубамая, 2021 год
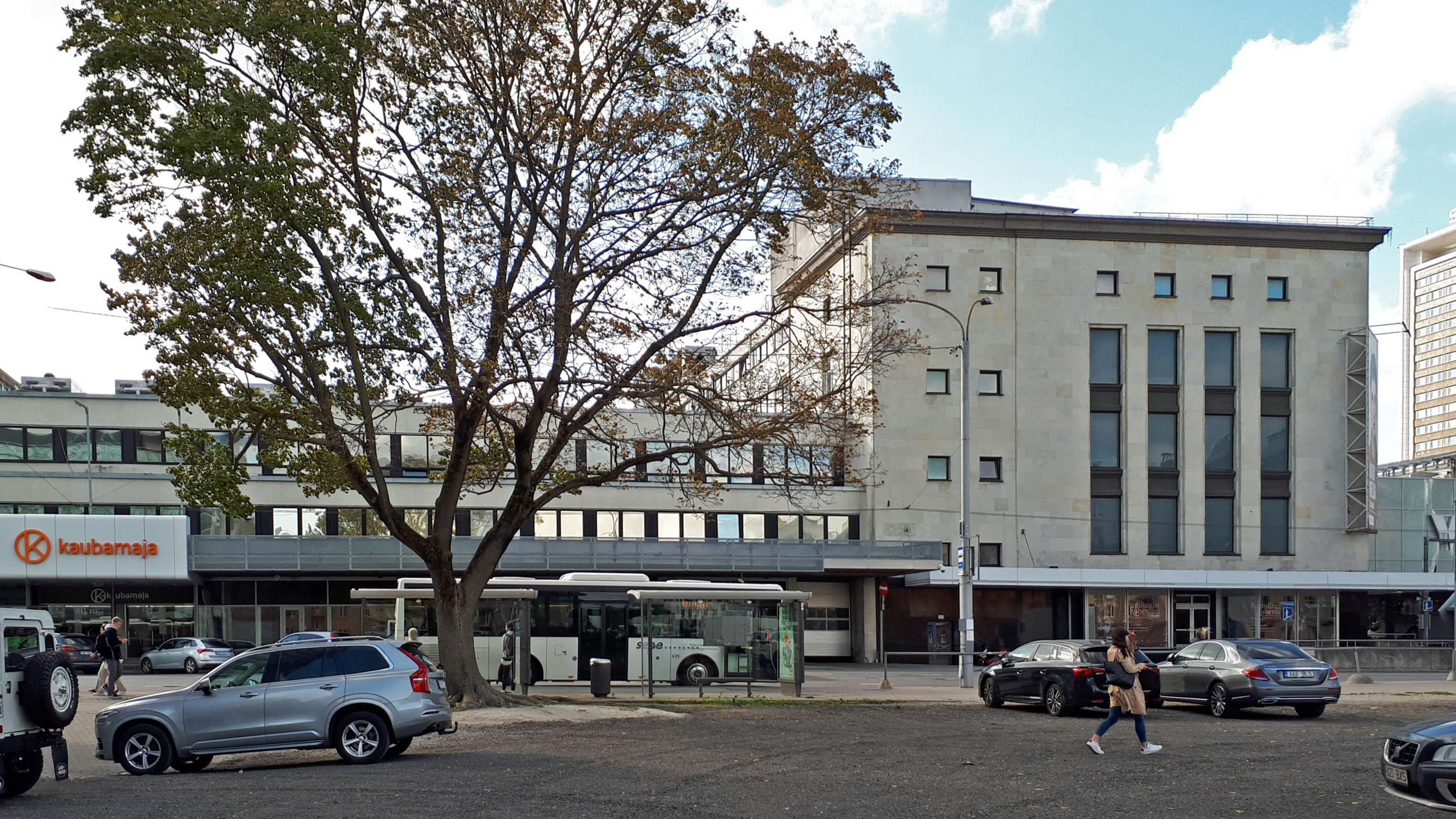
Вид на универмаг с улицы А. Лайкмаа
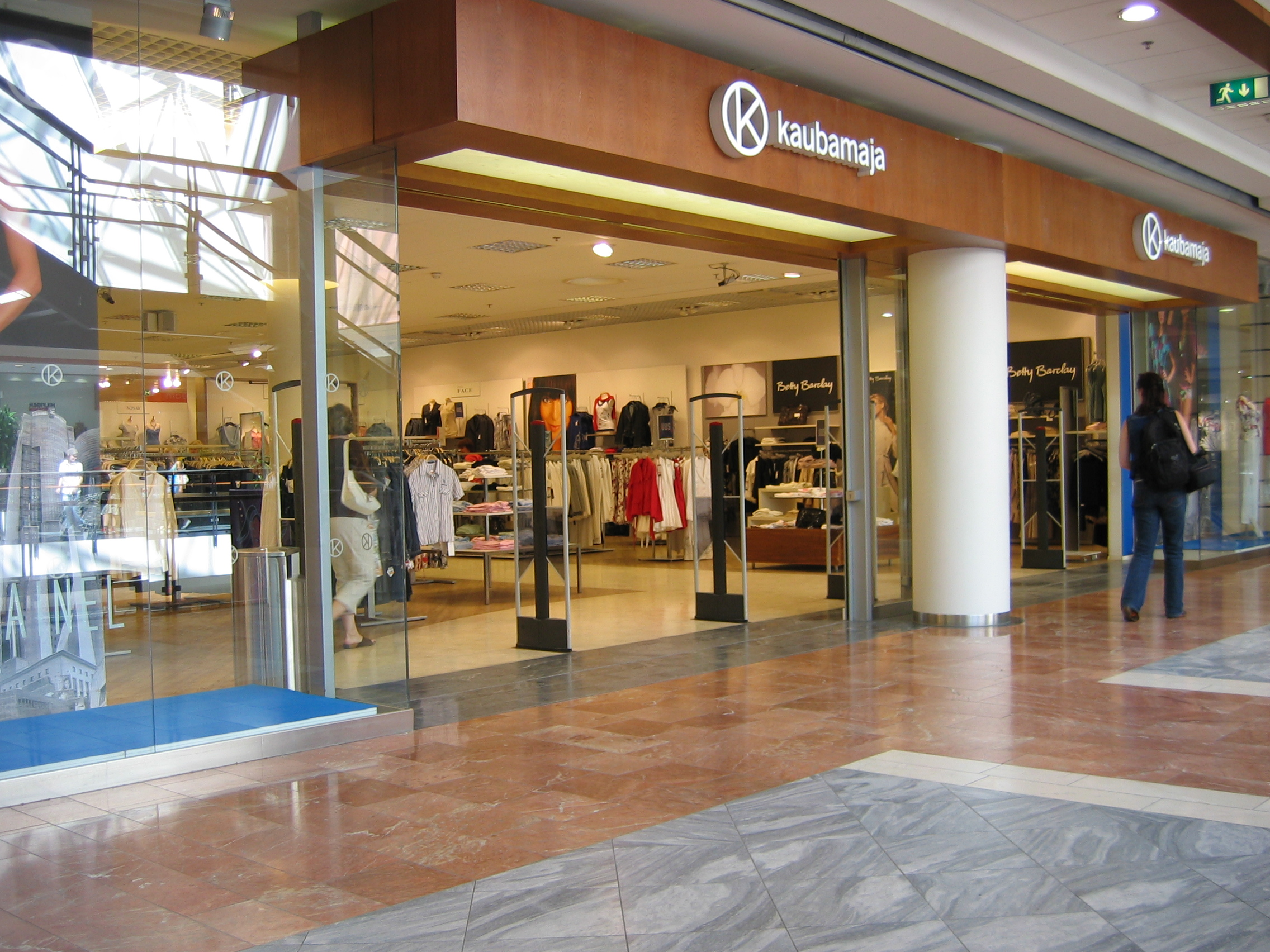
Вход в универмаг из торгового центра Viru Keskus, 2007 год
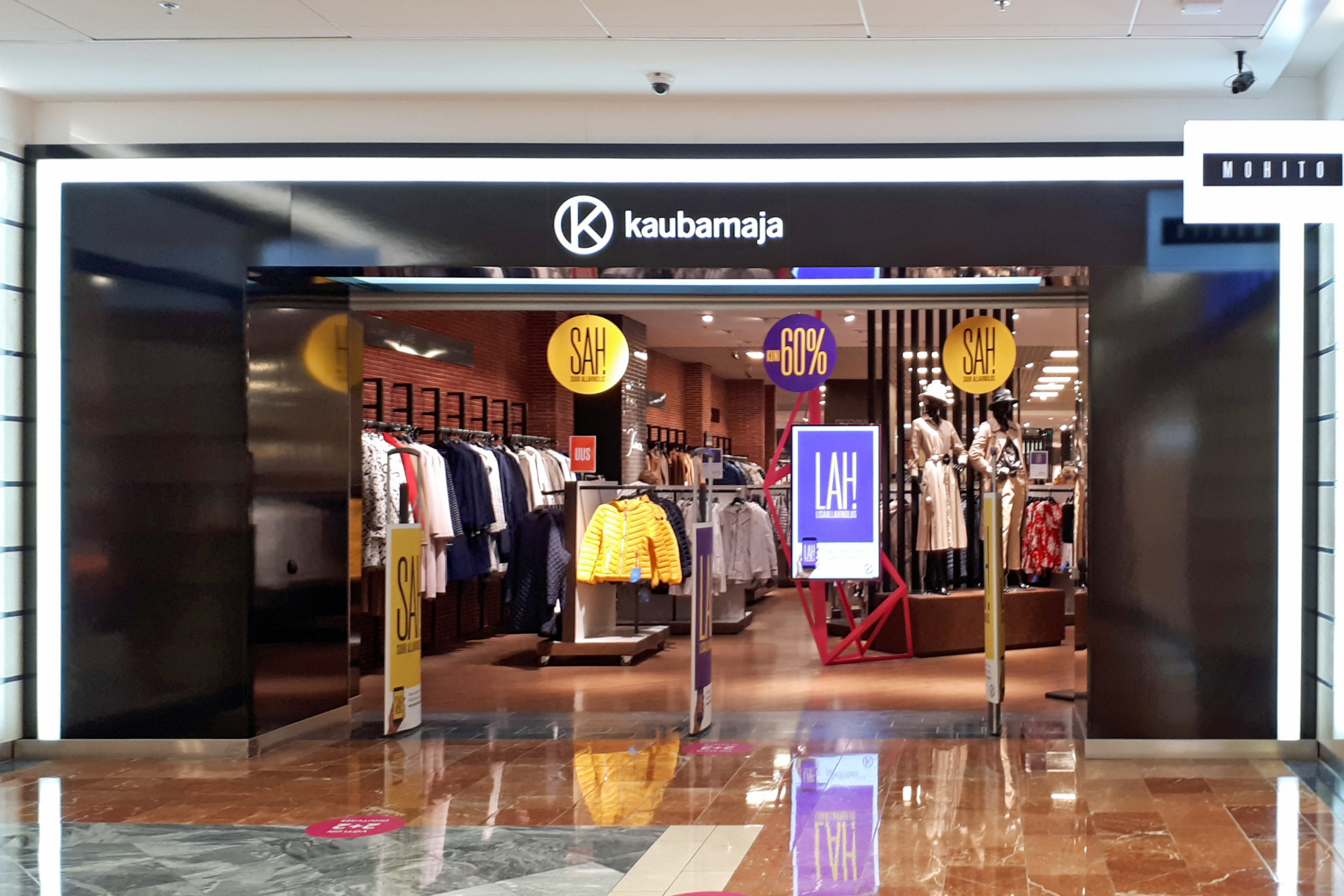
Один из трёх входов в универмаг из торгового центра Viru Keskus, 2021 год
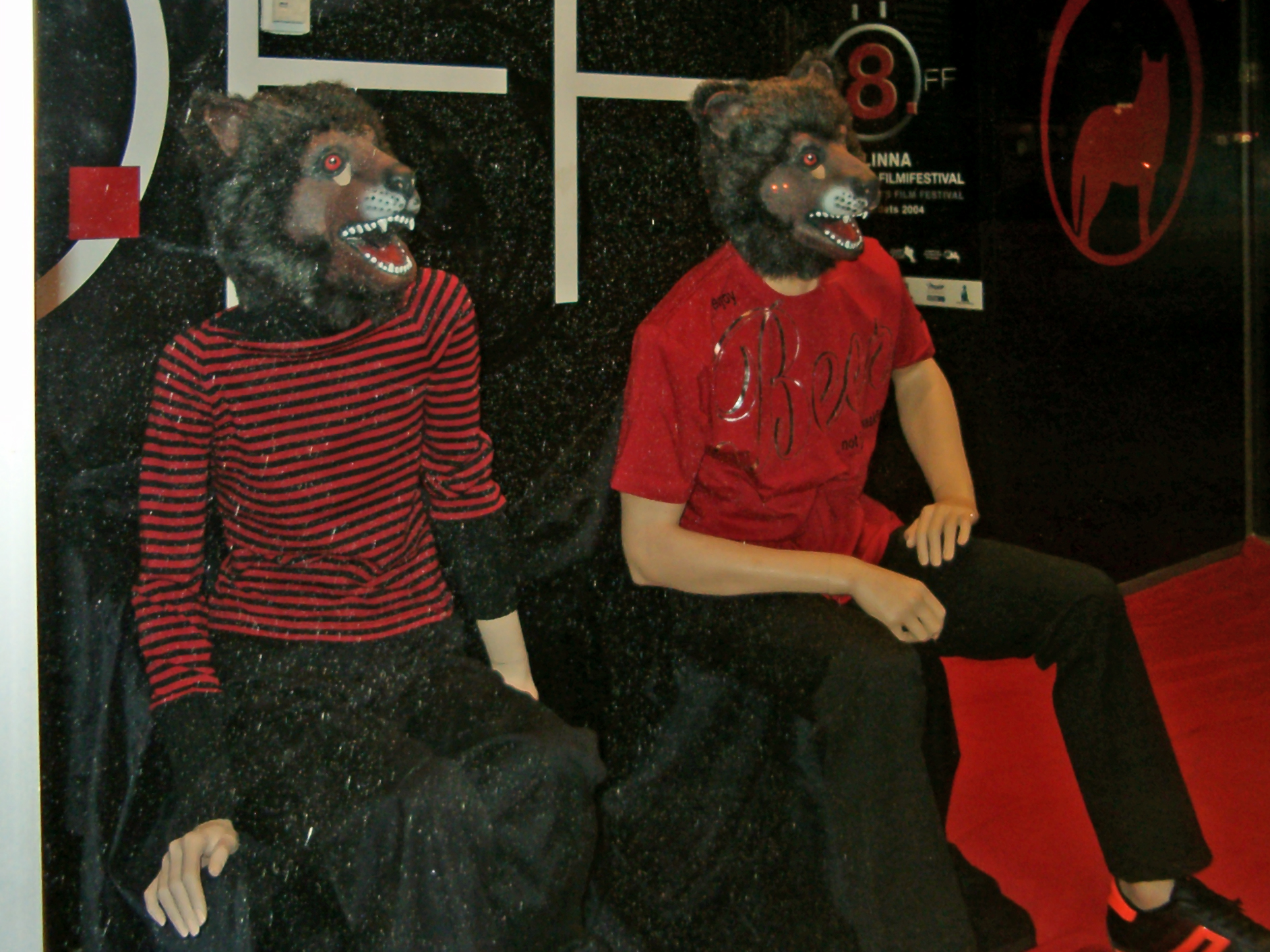
Витрина универмага в ноябре 2004 года
Реклама центра фотоискусства “Fotografiska” в витрине универмага, 2020 год
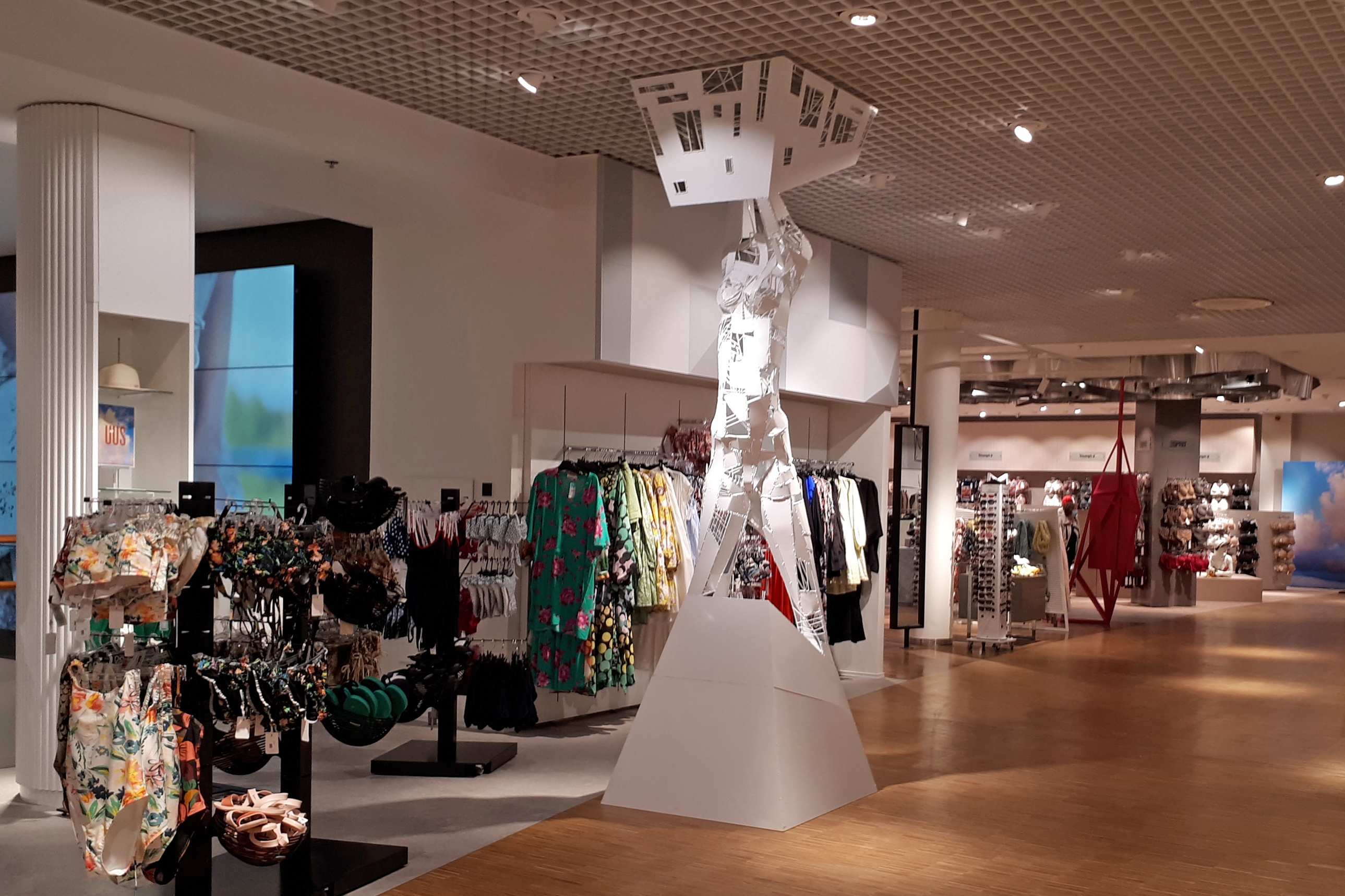
В женском отделе весной 2022 года

Интерьеры Таллинского универмага после обновления дизайна, сентябрь 2021 года
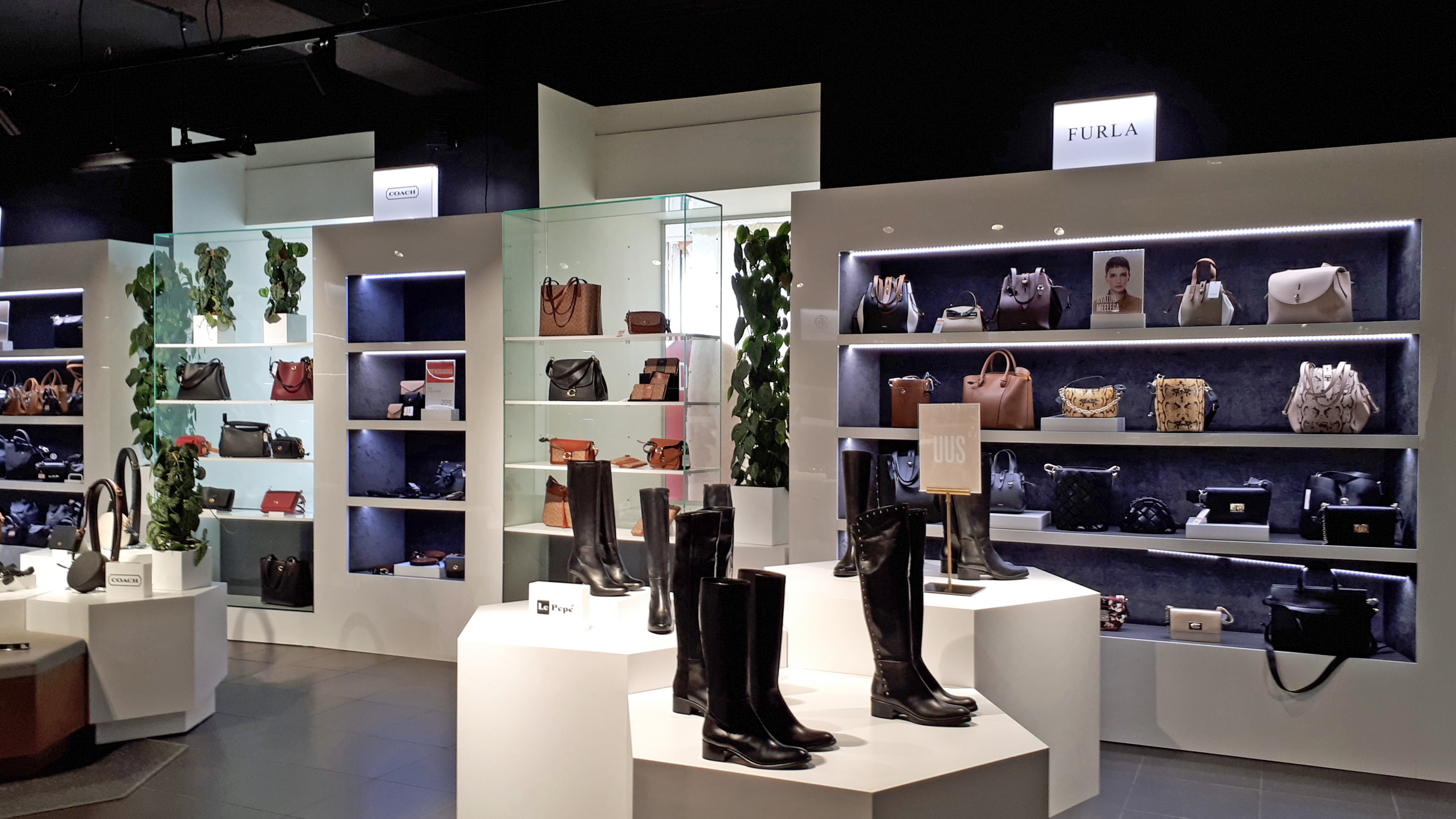
Корпус А. Отдел женской обуви
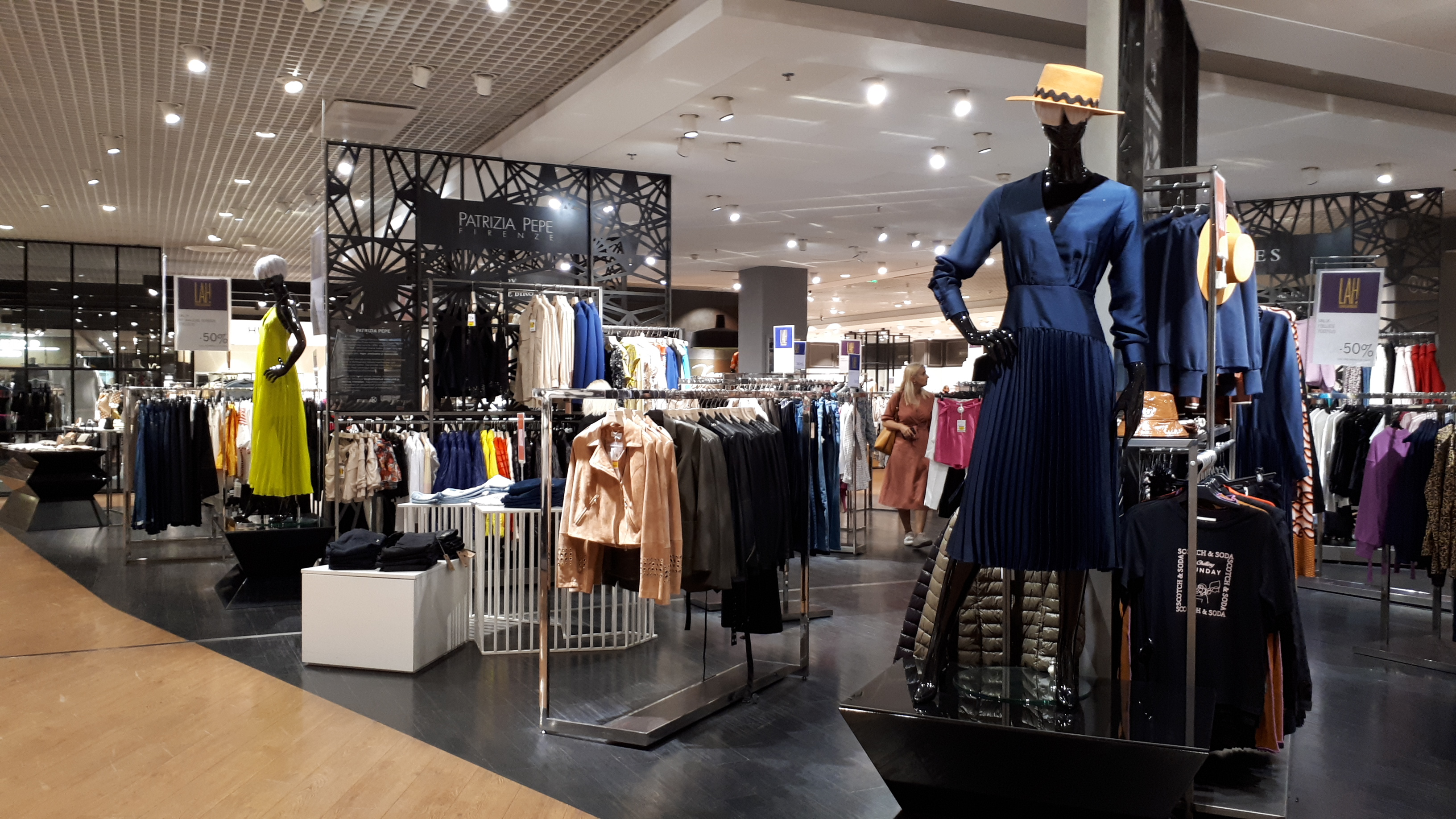
Корпус В. Отдел женской одежды
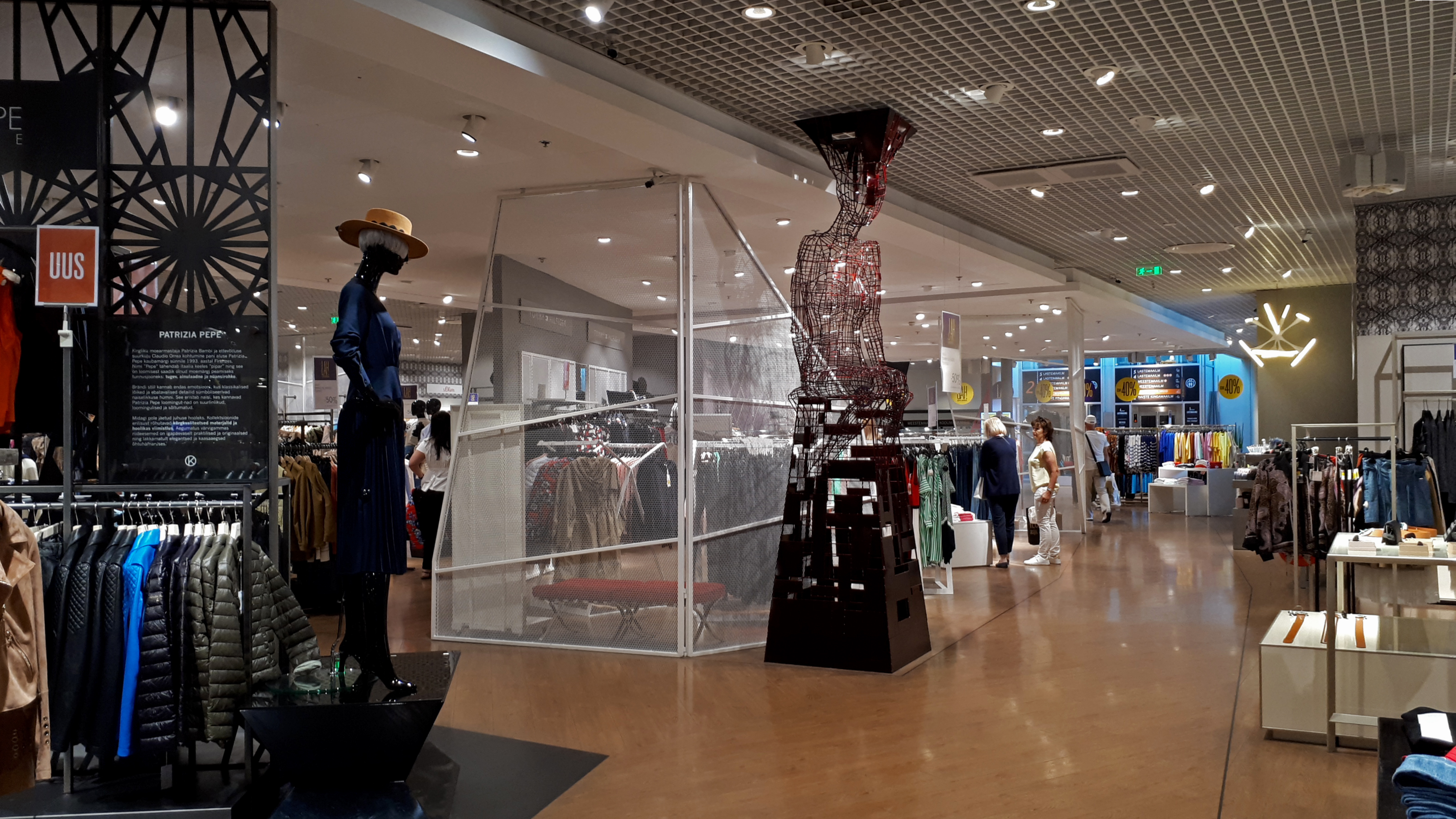
В отделе женской одежды
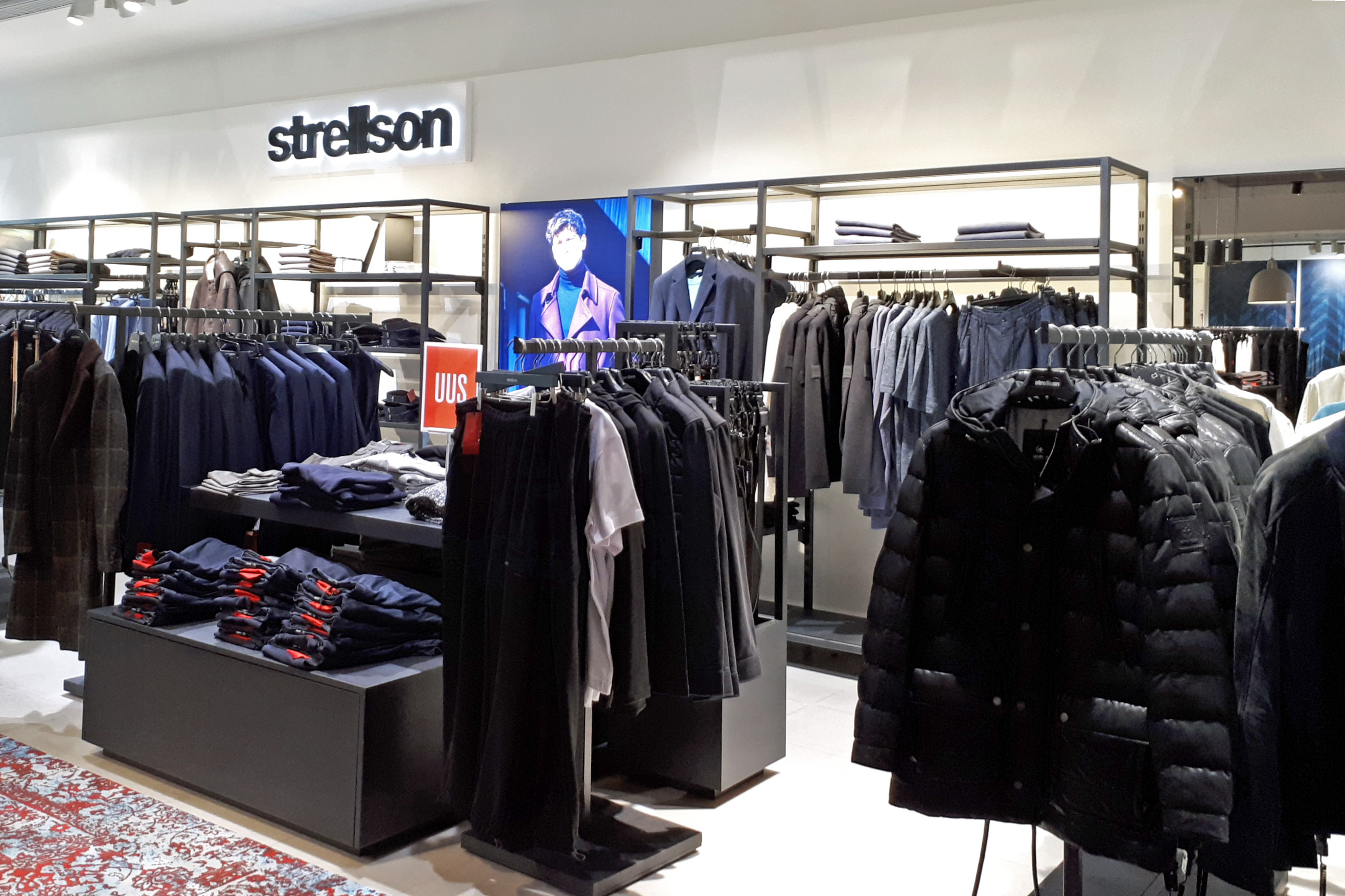
Отдел мужской одежды
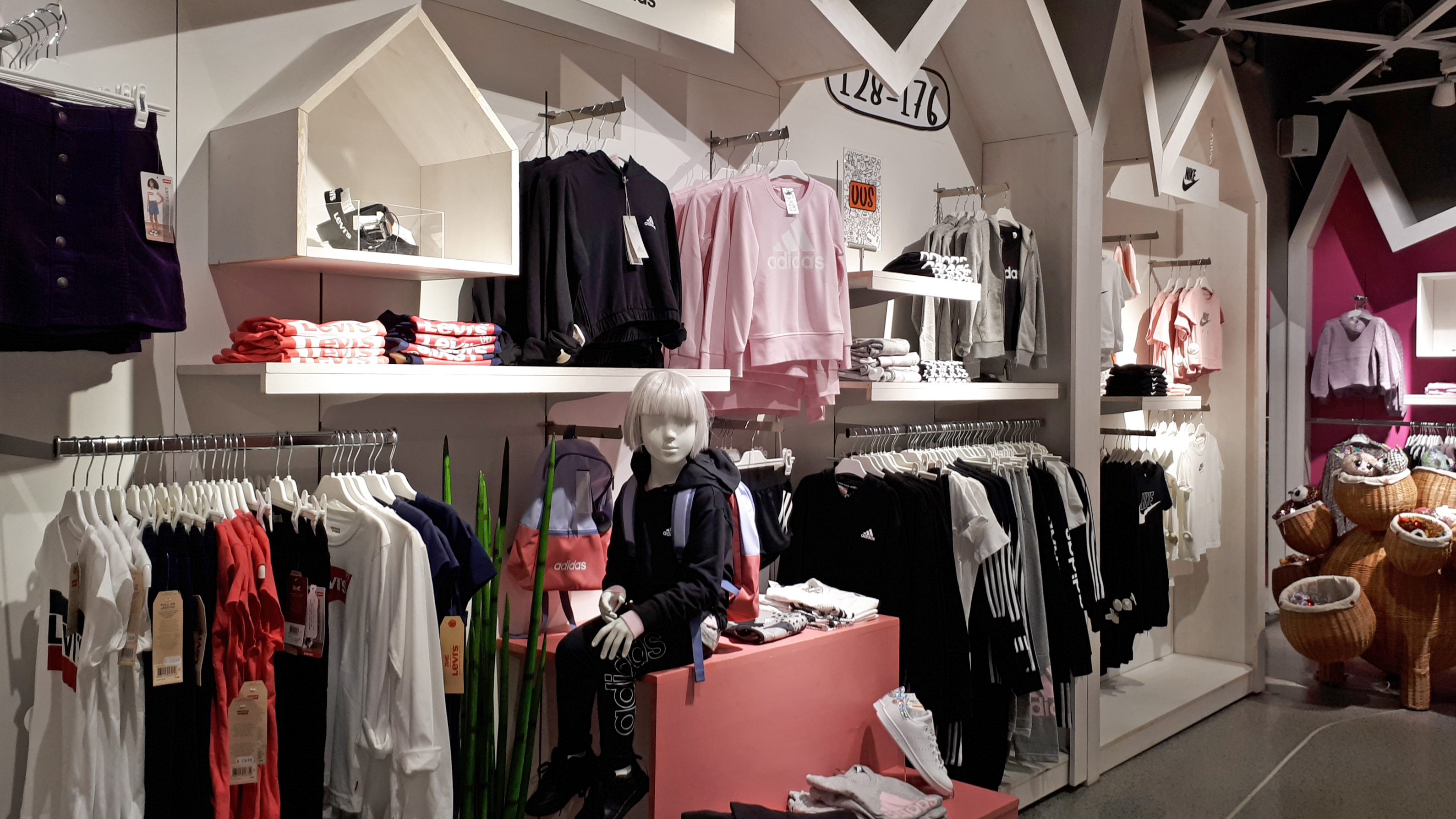
Отдел детской одежды
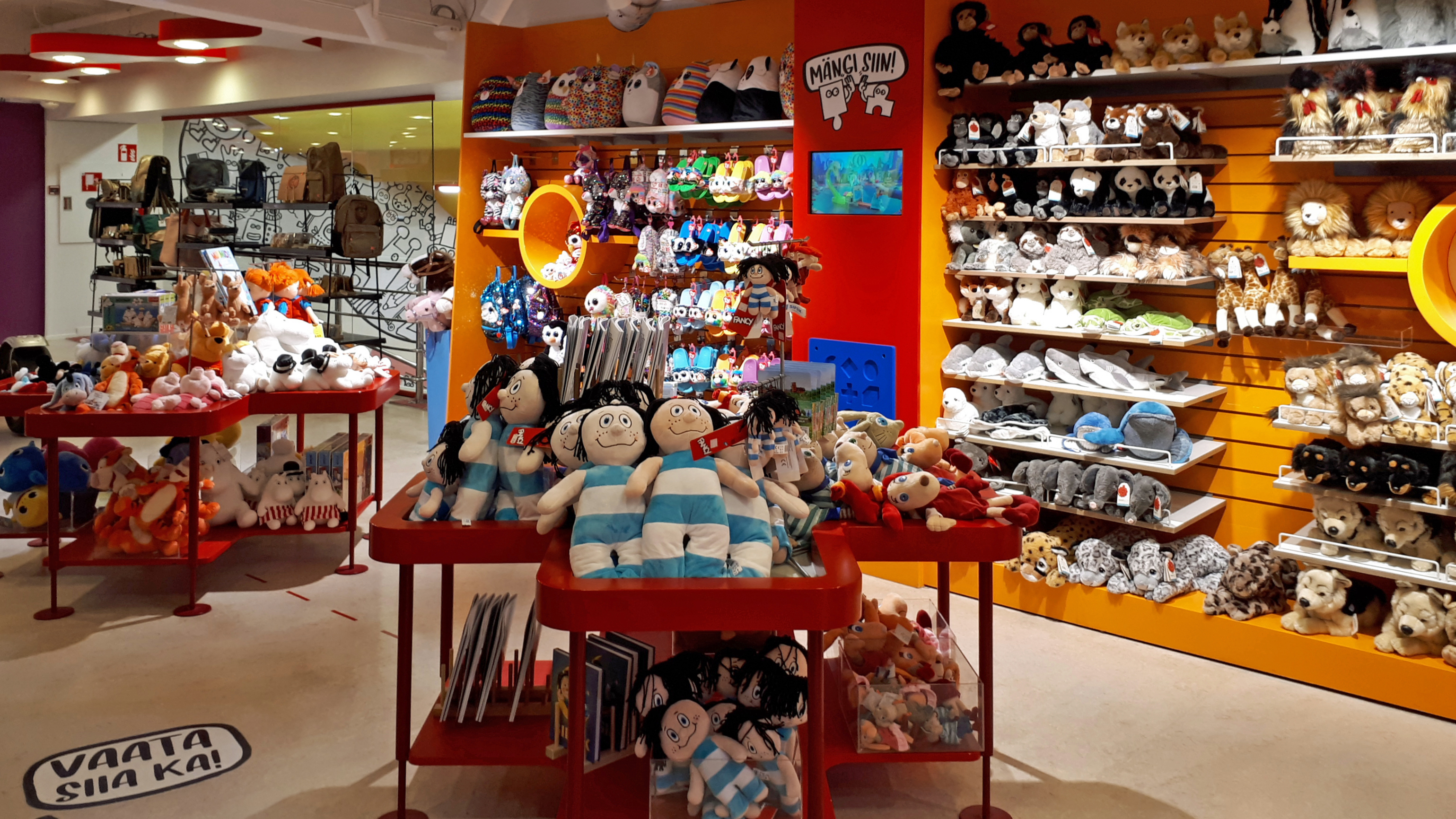
Отдел детских игрушек
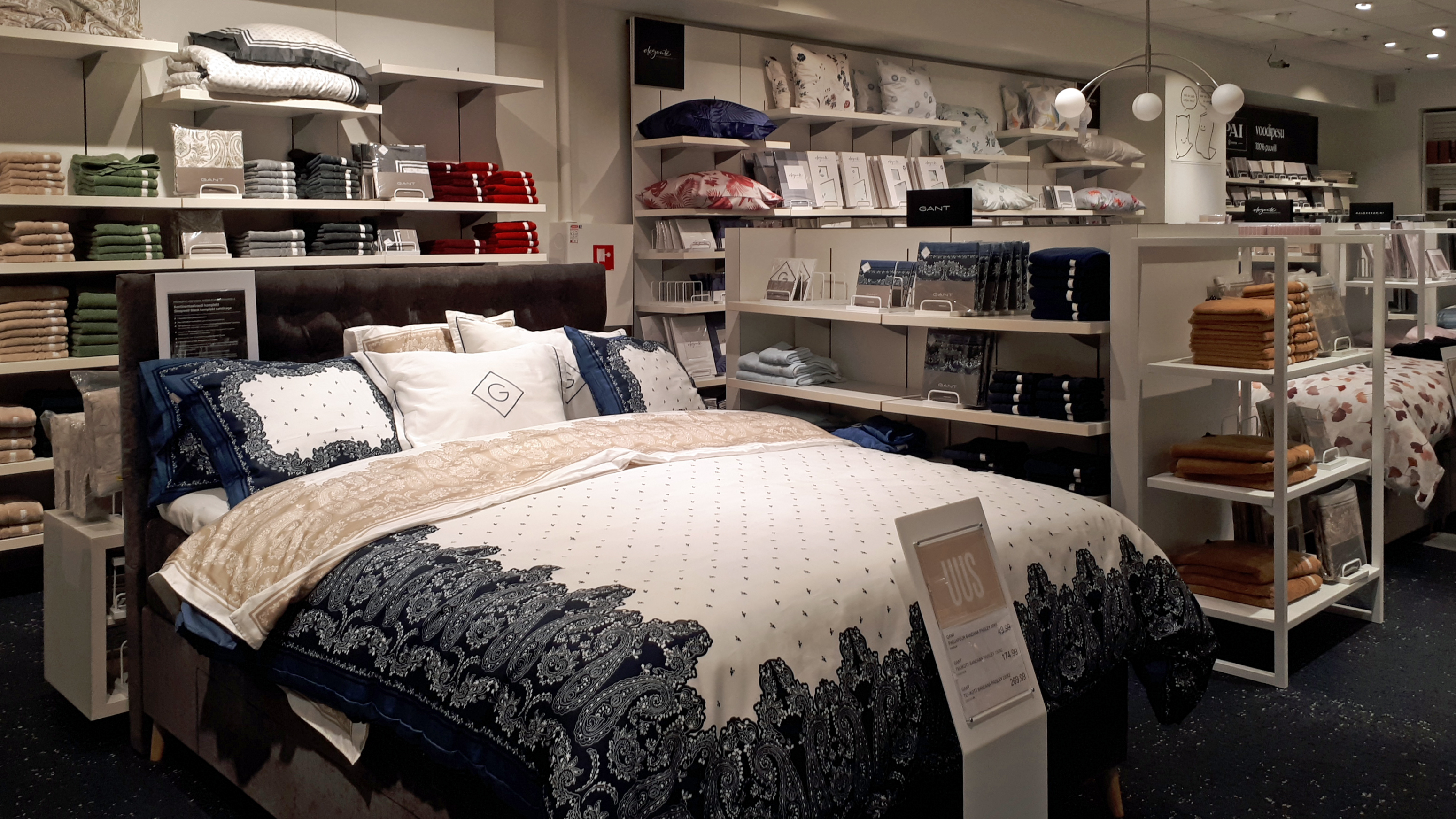
Отдел постельного белья и банных принадлежностей
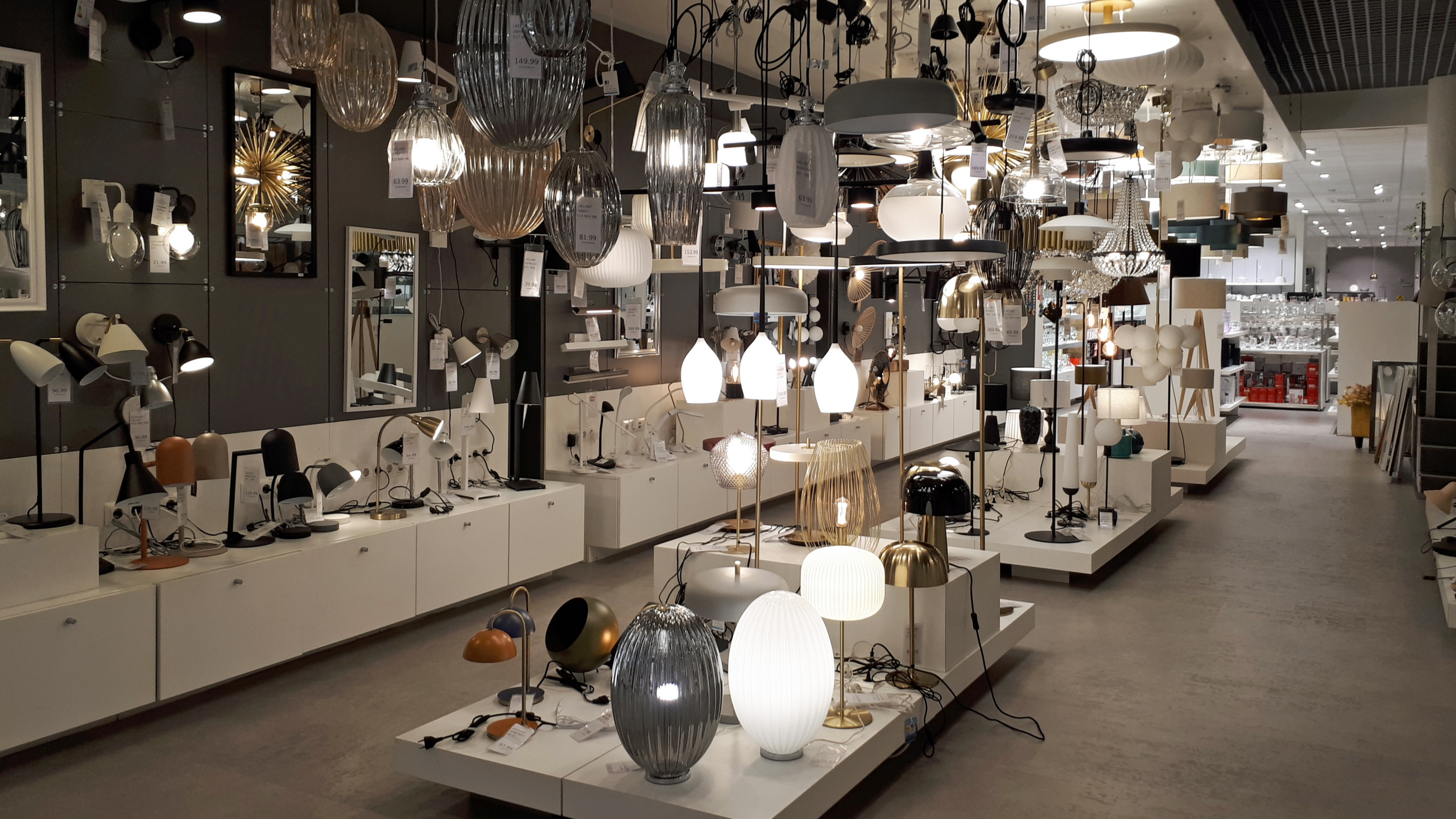
Отдел светильников
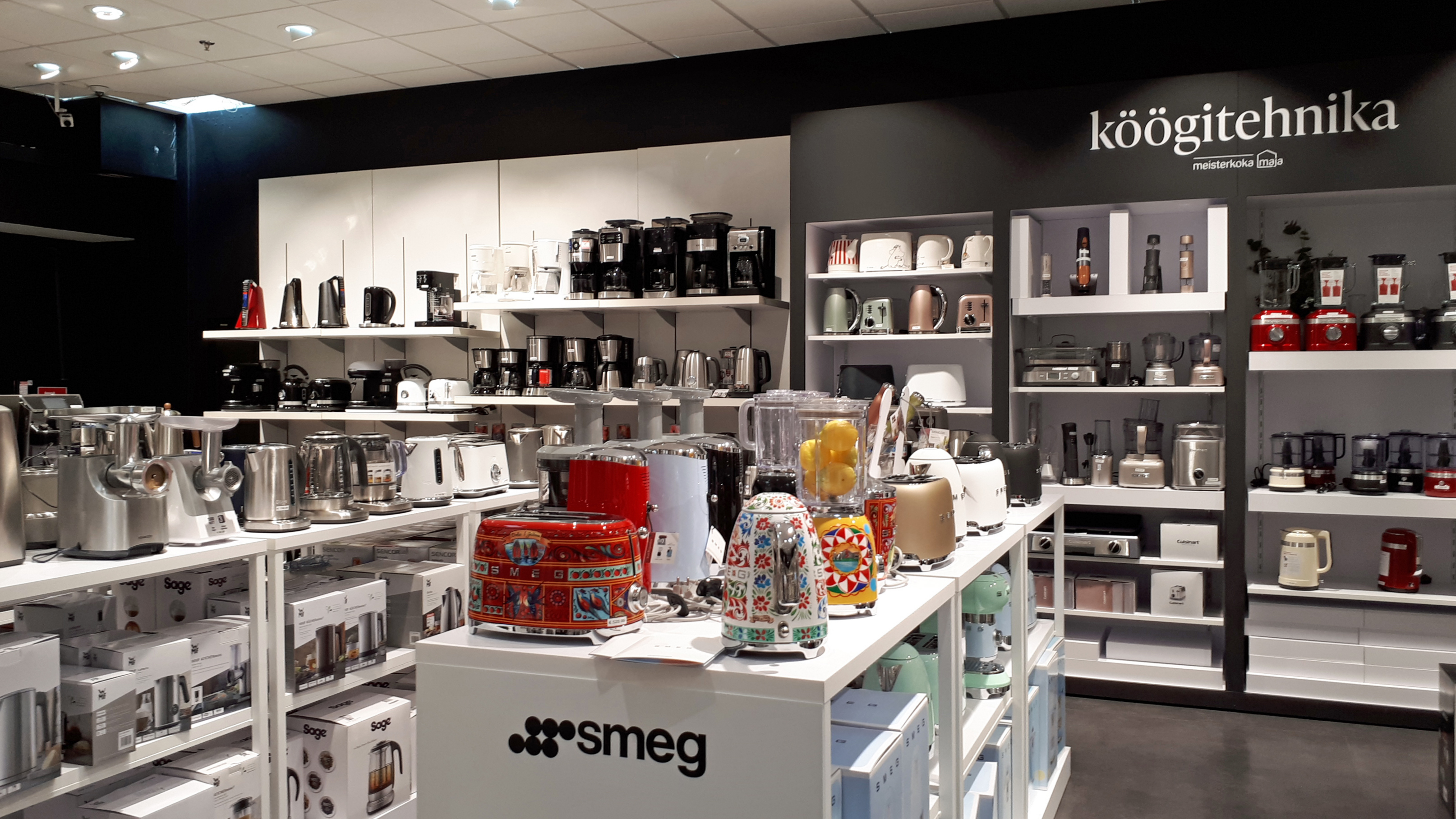
Отдел кухонной техники
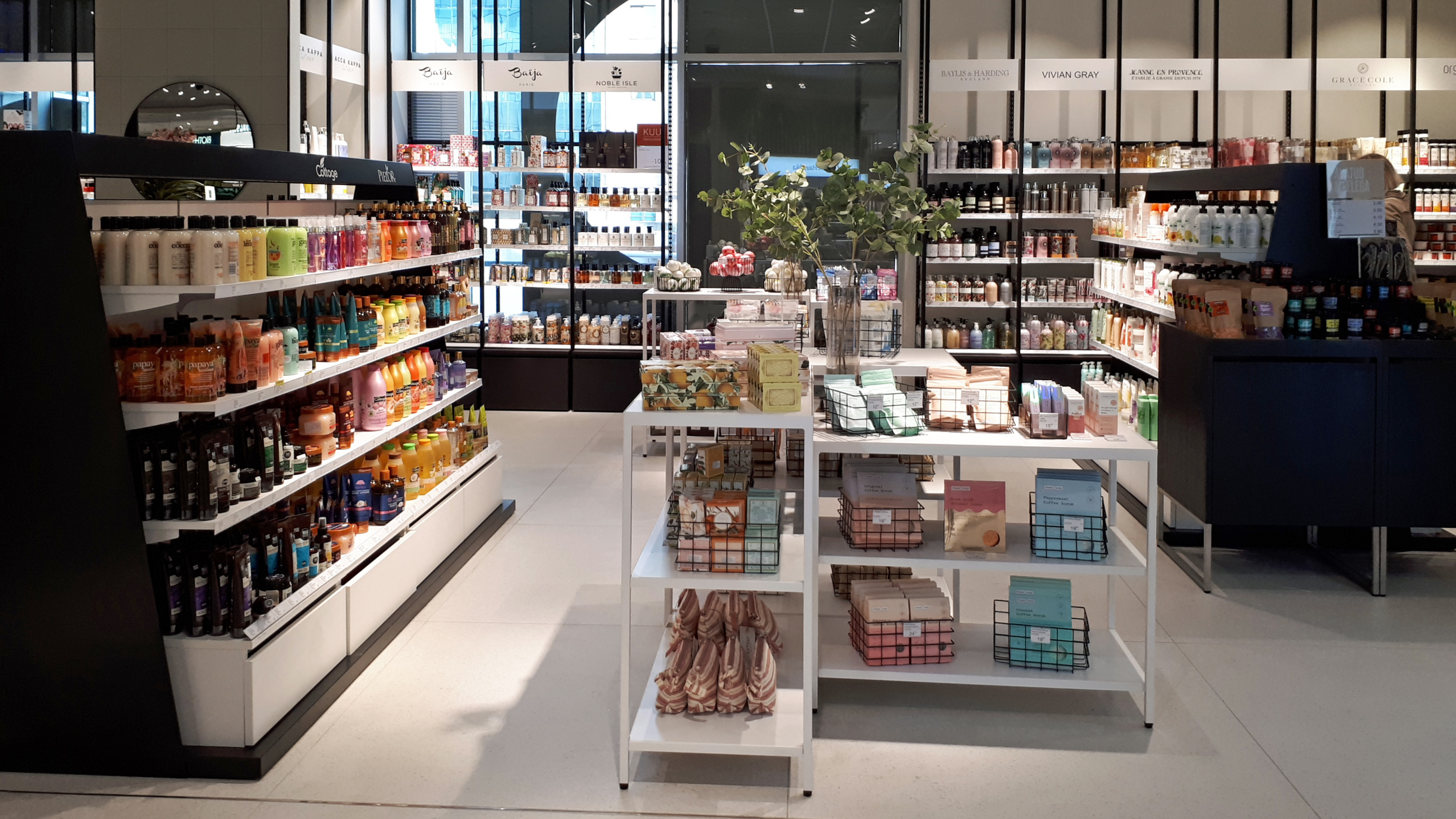
Отдел косметики и предметов личной гигиены